# Acuerdo sobre límites marítimos entre Cuba y Haití
El  Acuerdo entre la República de Haití y la República de Cuba sobre la Delimitación de las Fronteras Marítimas entre ambos Estados es un tratado de 1977 entre Cuba y Haití que delimita la frontera marítima entre los dos países.

## Historia
A pesar de que en ese momento no existían relaciones diplomáticas oficiales entre ambos países, el tratado se firmó en La Habana el 27 de octubre de 1977. El texto del tratado establece una frontera que constituye una línea equidistante aproximada entre las dos islas en el Paso de los Vientos. La frontera consta de 50 segmentos marítimos rectos definidos por 51 puntos de coordenadas individuales. La isla de Navaza, ubicada frente a la costa oeste de Haití y reclamada por Haití y Estados Unidos , no se tuvo en cuenta al calcular la línea equidistante aproximada de la frontera. El tratado entró en vigor el 6 de enero de 1978, tras su ratificación por ambos países.